# Everest Re Group
Die Everest Re Group ist ein Rückversicherungsunternehmen mit Firmensitz in  Hamilton, Bermuda.
Everest Re ist als Versicherung im Bereich der Rückversicherung tätig. Das Unternehmen ist in New York City an der Börse gelistet. Es wurde 1973 gegründet und war unter dem Firmennamen Prudential Reinsurance Company anfangs der Rückversicherungssektor des US-amerikanischen Unternehmens Prudential Financial.